# Kigali
Kigali er hovedstaden i Rwanda og har 1.156.663(2019) indbyggere. Byen blev grundlagt i 1907 under tysk kolonistyre. Da Rwanda i 1962 blev uafhængigt, blev Kigali hovedstad. Byen ligger imellem 1.433 og 1.645 meters højde.